# Lamborghini LM001
La Lamborghini LM001 è un prototipo di veicolo fuoristrada progettato e costruito dalla casa automobilistica italiana Lamborghini. È stato mostrato al pubblico al Salone dell'automobile di Ginevra del 1981 insieme alla Lamborghini Jalpa.

## Storia

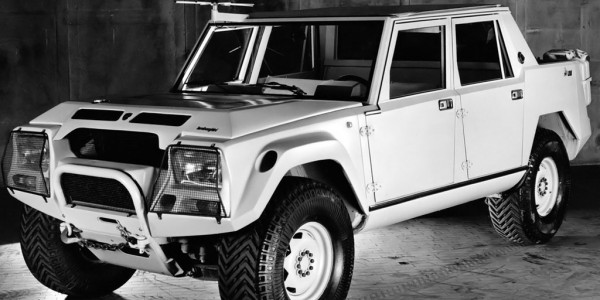
La Lamborghini LMA002

Nonostante il fallimento del progetto Cheetah, un veicolo che rispondeva a un concorso dell'esercito statunitense per sostituire la Jeep allora in dotazione, l'idea di un veicolo fuoristrada Lamborghini era ancora molto vivo, e con i nuovi capitali della famiglia Mimran (che aveva appena acquistato l'azienda di Sant'Agata Bolognese), il concetto di base della Cheetah e le esperienze con essa maturate vennero travasate nel progetto della LM001. Invece di utilizzare un motore Chrysler, come nel caso del prototipo Cheetah, si optò ancora per un'unità V8, ma prodotta dalla American Motors Corporation, con l'intento di offrire per i modelli di produzione il ben più potente V12 della Countach.
Sfortunatamente, non fu la scelta del motore a rendere il progetto un fallimento: fu il posizionamento del motore nella parte posteriore, che ne penalizzava le caratteristiche di maneggevolezza (soprattutto in fase di accelerazione) e ne rese impossibile la produzione. Non potendo risolvere tali problemi, i progettisti cambiarono radicalmente approccio e per la successiva LMA002 (che avrebbe poi portato alla produzione della Lamborghini LM002 a partire dal 1986) e optarono per il posizionamento anteriore dell'unità propulsiva. Il prototipo LM001 è rimasto un esemplare unico.

## Tecnica
Il telaio era una struttura tubolare in acciaio su cui venne montata una carrozzeria fortemente ispirata a quella della progenitrice statunitense, dalla forma molto squadrata e i cui pannelli piatti avrebbero potuto facilmente accogliere piastre di rinforzo per un eventuale blindatura. La vettura aveva quattro posti e quattro porte, con un tettuccio in tela che, una volta ripiegato, avrebbe permesso a una mitragliatrice (montata su una torretta) di sporgere dall'alto del veicolo, un'opzione utile in caso di impiego militare del mezzo. Esigenze di raffreddamento del motore imposero la presenza di ampie prese d'aria dietro alle porte posteriori e grosse aperture per lo sfogo dell'aria calda ai lati della ruota di scorta esterna.
Le sospensioni erano indipendenti sia all'avantreno che al retrotreno e i freni a disco ventilati erano gli stessi installati sulla contemporanea Lamborghini Countach. Il motore posteriore e il conseguentemente leggero avantreno rendeva inutile la presenza del servosterzo.
Il propulsore era un classico motore V8 di scuola statunitense, con la distribuzione ad aste e bilancieri, il carter umido e una cilindrata di 5,9 litri, alimentato da un carburatore quadricorpo della MotorCraft. Esso era collegato alle ruote da una trasmissione automatica Chrysler A-727 a tre rapporti con convertitore di coppia e da un sistema di trazione integrale permanente.
Capace di fornire una potenza massima di 180 cavalli a 4000 giri/min e una coppia massima di 362 Nm a 2500 giri/min, poteva spingere la grossa "tuttoterreno" dalla massa di oltre due tonnellate alla velocità di punta di 160 km/h.